# Cactuslandia
Cactuslandia es un cactarium de unos  3.000 m² de extensión de propiedad privada que se encontraba cerca de Calpe, en la Comunidad Valenciana (España).

## Localización
Cactuslandia se ubicaba entre Altea y Calpe, en la Carretera Nacional que une Valencia con Alicante en el km 162,5 dentro de la provincia de Alicante, comunidad autónoma de Valencia.Actualmente está cerrado.

## Historia
Esta colección de plantas crasas y cactus tiene sus inicios a mediados de la década de 1970 cuando el terreno que actualmente ocupa el jardín lo compró el empresario alemán G. Stübing y comenzó el acondicionamiento del terreno y las consecuentes plantaciones de especímenes.
El jardín se mantiene con las aportaciones de los visitantes que tienen que pagar una pequeña tarifa por su visita.

## Colecciones
Aquí se encuentran dispuestas en bancales en un terreno escarpado de la ladera de una montaña, más de 1000 especies de cactus tal como varios ejemplares del género Pachycereus, Pachypodium lamerei, Trichocereus pachanoi, Trichocereus peruvianis y plantas cactáceas como Lophophora Williamsii con varios ejemplares adultos.
En la parte alta hay algunos ejemplares de frutales y plantas subtropicales.
También hay un pequeño museo de ciencias naturales con una colección de fósiles.
Se echa en falta los rótulos con el nombre de las especies en la mayoría de ellas.
- Datos: Q5738830